# 黃世忠 (羽毛球運動員)
黃世忠（1979年3月29日—），臺灣男子羽毛球運動員。

## 簡歷
黃世忠主攻雙打，與搭檔簡佑旬在高中時皆就讀由土地銀行羽球隊贊助的開平中學，兩人也在日後成為土銀隊中主力男雙。
黃世忠／簡佑旬是1996年世界青年羽毛球錦標賽男子雙打亞軍得主。在成人賽場，黃／簡二人在1997年西班牙羽毛球國際賽獲得亞軍，2002年美國羽毛球公開賽及2004年泰國羽毛球公開賽闖入四強，2006年在維多利亞羽毛球國際賽奪冠。在國際大學運動總會舉辦的世界大學生羽毛球錦標賽，黃世忠曾和簡佑旬、陳宏麟、陳儷今等人搭檔，獲得1998、2000、2006年男雙冠軍、2002年男雙亞軍和1998年混雙亞軍。他同時也是1997年東亞運動會羽球男子團體銀牌得主之一。
退役後，黃世忠曾在新北能仁家商擔任教練。

## 主要比賽成績
只列出曾進入準決賽的國際賽事成績：
| 年份   | 賽事                 | 項目     | 搭檔   | 成績   |
| ------ | -------------------- | -------- | ------ | ------ |
| 1996年 | 世界青年羽毛球錦標賽 | 男子雙打 | 簡佑旬 | 亞軍   |
| 1997年 | 東亞運動會羽球比賽   | 男子團體 | －     | 銀牌   |
| 1997年 | 西班牙羽毛球國際賽   | 男子雙打 | 簡佑修 | 亞軍   |
| 1998年 | 世界大學羽球錦標賽   | 男子雙打 | 簡佑旬 | 冠軍   |
| 1998年 | 世界大學羽球錦標賽   | 混合雙打 | 陳儷今 | 亞軍   |
| 2000年 | 世界大學羽球錦標賽   | 男子雙打 | 簡佑旬 | 冠軍   |
| 2002年 | 世界大學羽球錦標賽   | 男子雙打 | 簡佑旬 | 亞軍   |
| 2002年 | 美國羽毛球公開賽     | 男子雙打 | 簡佑旬 | 準決賽 |
| 2004年 | 泰國羽毛球公開賽     | 男子雙打 | 簡佑旬 | 準決賽 |
| 2004年 | 奧地利羽毛球公開賽   | 男子雙打 | 簡佑旬 | 亞軍   |
| 2006年 | 維多利亞羽毛球國際賽 | 男子雙打 | 簡佑旬 | 冠軍   |
| 2006年 | 世界大學羽球錦標賽   | 男子雙打 | 陳宏麟 | 冠軍   |

### 奧運會和世錦賽參賽紀錄
|          | 搭檔   | 1997 | 1999 | 2000 | 2001 | 2003 | 2004 | 2005 |
| -------- | ------ | ---- | ---- | ---- | ---- | ---- | ---- | ---- |
| 男子雙打 | 簡佑旬 | 32強 | 64強 | －   | 64強 | －   | －   | 32強 |